# Polia tucumana
Polia tucumana är en fjärilsart som beskrevs av Köhler 1979. Polia tucumana ingår i släktet Polia och familjen nattflyn. Inga underarter finns listade i Catalogue of Life.